# Vydří
Vydří är en ort i Tjeckien.   Den ligger i regionen Södra Böhmen, i den centrala delen av landet, 120 km söder om huvudstaden Prag. Vydří ligger 479 meter över havet och antalet invånare är 113.
Terrängen runt Vydří är platt, och sluttar västerut. Runt Vydří är det ganska glesbefolkat, med 28 invånare per kvadratkilometer. Närmaste större samhälle är Jindřichův Hradec, 7,1 km nordost om Vydří. Omgivningarna runt Vydří är en mosaik av jordbruksmark och naturlig växtlighet.